# Marsha Mason
Marsha Mason (St. Louis, 3 aprile 1942) è un'attrice statunitense.
È stata candidata quattro volte all'Oscar alla miglior attrice per i film Un grande amore da 50 dollari (1974), Goodbye amore mio! (1978), Capitolo secondo (1980) e Solo quando rido (1982), senza mai vincere la statuetta. Ha vinto due Golden Globe e ha una stella sulla St. Louis Walk of Fame.

## Biografia
Nata a St. Louis, Missouri, da Jacqueline Helena (Rakowski) e James Joseph Mason, Mason è stata sposata in prime nozze con l'attore Gary Campbell (dal 1965 al 1970) e in seconde nozze (dal 1973 al 1981) con lo sceneggiatore Neil Simon. Durante il matrimonio con Simon, iniziò la sua carriera nel mondo del cinema interpretando la protagonista del film Un grande amore da 50 dollari (1973), ruolo per il quale era stata precedentemente in lizza Barbra Streisand, e che consentì alla Mason di ottenere una candidatura all'Oscar alla miglior attrice.
Ottenne successivamente piccole e grandi parti in vari film, tra cui Capitolo secondo (1979), basato sul suo matrimonio con Simon, Gunny (1986) di Clint Eastwood, e in telefilm, tra cui la serie Frasier (1997-1998).
Ha partecipato anche a molte produzioni a Broadway e a numerosi film per la televisione, ma attualmente lavora nell'attività di erboristeria che ha aperto a Abiquiu, New Mexico nel 2001, prodotti di cui è anche produttrice.
Nel 2000 ha pubblicato la sua autobiografia intitolata Journey. A Personal Odyssey.

## Filmografia

### Cinema
- Un grande amore da 50 dollari (Cinderella Liberty), regia di Mark Rydell (1973)
- Una pazza storia d'amore (Blume in Love), regia di Paul Mazursky (1973)
- Audrey Rose, regia di Robert Wise (1977)
- Goodbye amore mio! (The Goodbye Girl), regia di Herbert Ross (1977)
- A proposito di omicidi... (The Cheap Detective), regia di Robert Moore (1978)
- Capitolo secondo (Chapter Two), regia di Robert Moore (1979)
- Promises in the Dark, regia di Jerome Hellman (1979)
- Solo quando rido (Only When I Laugh), regia di Glenn Jordan (1981)
- Per fortuna c'è un ladro in famiglia (Max Dugan Returns), regia di Herbert Ross (1983)
- Gunny (Heartbreak Ridge), regia di Clint Eastwood (1986)
- Stella, regia di John Erman (1991)
- Inviati molto speciali (I Love Trouble), regia di Charles Shyer (1994)
- Minuti contati (Nick of Time), regia di John Badham (1995)
- Due giorni senza respiro (2 Days in the Valley), regia di John Herzfeld (1996)
- Matrimoni e pregiudizi (Bride and Prejudice), regia di Gurinder Chadha (2004)
- Bereft, regia di Tim Daly (2004)

### Televisione
- Patto di amore e di morte (Surviving: A Family in Crisis), regia di Waris Hussein – film TV (1985)
- Fiducia tradita (Broken Trust), regia di Geoffrey Sax – film TV (1995)
- Frasier – serie TV, 6 episodi (1997-1998)
- Judy Garland (Life with Judy Garland: Me and My Shadows), regia di Robert Allan Ackerman – miniserie TV (2001)
- The Middle – serie TV, 11 episodi (2010-2017)
- Grace and Frankie – serie TV, 7 episodi (2016-2019)

## Riconoscimenti parziali
- Premio Oscar
  - 1974 – Candidatura alla miglior attrice per Un grande amore da 50 dollari
  - 1978 – Candidatura alla miglior attrice per Goodbye amore mio!
  - 1980 – Candidatura alla miglior attrice per Capitolo secondo
  - 1982 – Candidatura alla miglior attrice per Solo quando rido
- Golden Globe
  - 1974 – Migliore attrice in un film drammatico per Un grande amore da 50 dollari
  - 1978 – Migliore attrice in un film commedia o musicale per Goodbye amore mio!
  - 1980 – Candidatura alla migliore attrice in un film drammatico per Promises in the Dark
  - 1980 – Candidatura alla migliore attrice in un film commedia o musicale per Capitolo secondo
- British Academy Film Awards
  - 1979 - Candidatura alla migliore attrice protagonista per Goodbye amore mio!

## Doppiatrici italiane
Nelle versioni in italiano delle opere in cui ha recitato, Marsha Mason è stata doppiata da:
- Maria Pia Di Meo in Goodbye amore mio!, Solo quando rido, Fiducia tradita, Due giorni senza respiro
- Lorenza Biella in Gunny, Army Wives - Conflitti del cuore
- Vittoria Febbi in Un grande amore da 50 dollari
- Melina Martello in Audrey Rose
- Angiolina Quinterno in A proposito di omicidi...
- Ada Maria Serra Zanetti in Per fortuna c'è un ladro in famiglia
- Stefania Romagnoli in Incubi e deliri
- Rita Savagnone in The Middle
- Graziella Polesinanti in Grace and Frankie (ep. 2x05)
- Antonella Alessandro in Grace and Frankie (ep. 3x03)
- Angiola Baggi in Grace and Frankie (st. 4-5)
- Anna Rita Pasanisi in Stella